# Duindoornplein
Het Duindoornplein is een hoefvormig plein in Amsterdam-Noord.
Het Duindoornplein en de Duindoornstraat kregen hun definitieve tenaamstelling op 23 juli 1930; de straat had al vanaf 1922 zijn naam en werd in 1930 geherdefinieerd. Beide zijn vernoemd naar de heester duindoorn. De Duindoornstraat (ook al met groenstrook) komt vanuit het zuiden uit op het plein; de Hortensiastraat loopt voor het plein langs. Beide liggen in de Bloemenbuurt, maar behoort niet tot de Van der Pekbuurt (deze houdt op bij de Johan van Hasseltweg). Toch behoort het tot een rijksbeschermd stadsgezicht.

## Gebouwen

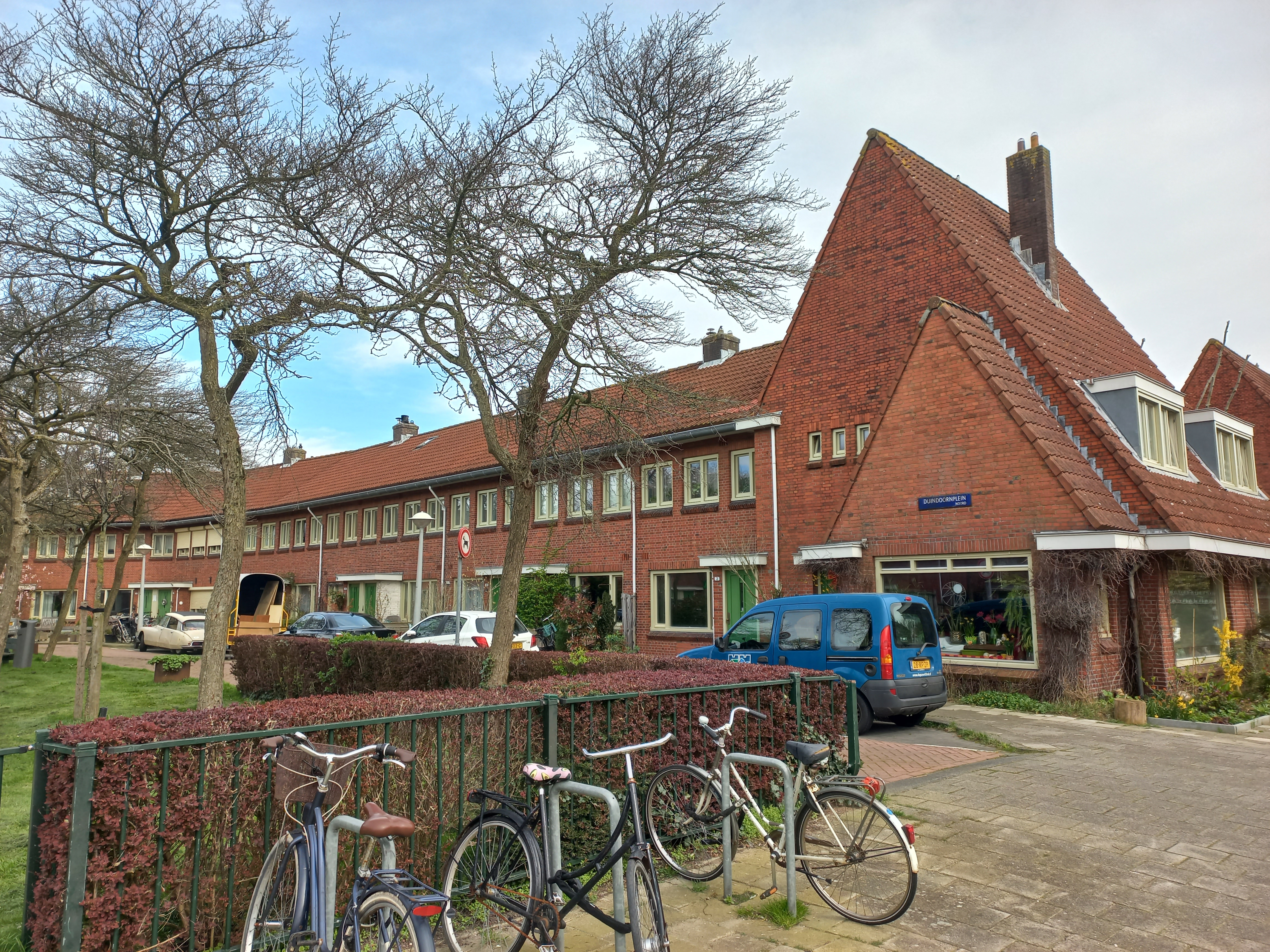
Duindoornplein 1-10 (v.r.n.l.) (maart 2024)

Het Duindoornplein ziet er uit als een hofje. Het heeft opeenvolgende huisnummers van 1 tot en met 27. Het ontwerp van de woningen (twee bouwlagen met zolder onder kap) zijn ontworpen door bouwkundige Theodorus Johannes Roetering (1887-1953), die vermoedelijk ook het stedenbouwkundige plan ontwierp. De buurt stamt uit circa 1931. Vooral de hoekpanden met de Hortensiastraat stralen de bouwstijl Amsterdamse School uit met een relatief lage begane grond en steil en hoog puntdak.